# Грассе
«Грассе́» (фр. Éditions Grasset) — французьке видавництво, засноване в 1907 році. Одне з найпотужніших інтелектуальних видавництв Франції разом з видавництвами «Галлімар» і «Сей».

## Видавничий профіль
Видавництво «Грассе» спеціалізується на публікації творів художньої літератури французьких і зарубіжних авторів, має серії есеїстики, романів, а також наукових праць з гуманітарних дисциплін.

## Історія
Засноване в 1907 році Бернаром Грассе. Після відмови видавництва Галлімар саме в «Грассе» Марсель Пруст публікує першу частину свого роману-епопеї «У пошуках втраченого часу».
У 1959 році «Грассе» об'єднується з видавництвом «Фаскель» (фр. Éditions Fasquelle). З 2000 року видавництвом керує Ольв'є Нора.

## Автори видавництва
Серед авторів видавництва було багато видатних імен: Андре Моруа, Франсуа Моріак, Анрі де Монтерлан, Поль Моран, Андре Мальро.
Сьогодні авторами видавництва є Фредерік Беґбедер, Бернар-Анрі Леві, Умберто Еко, Мішель Онфре, Паскаль Брюкнер і навіть Барак Обама.